# Ruellia pygmaea
Ruellia pygmaea är en akantusväxtart som beskrevs av Donn. Smith. Ruellia pygmaea ingår i släktet Ruellia och familjen akantusväxter. Inga underarter finns listade i Catalogue of Life.